# Старый Варяш (Татарстан)
Ста́рый Варя́ш (тат. Иске Вәрәш) — село в Муслюмовском районе Республики Татарстан, в составе Варяш-Башского сельского поселения.

## Этимология названия
Топоним произошел от татарского слова «иске» (старый) и гидронима «Вәрәш» (Варяш).

## География
Село находится на реке Варяш, в 6 км к северу от районного центра, села Муслюмово и в 6 км от административного центра, села Варяш-Баш.

## История
В окрестностях села выявлены археологические памятники: Староваряшское селище (именьковская культура), Староваряшское городище (пьяноборская культура).
Село основано во второй половине XVII века. Первоначальное название – Большой Баряш.
В XVIII – первой половине XIX века жители относились к категориям тептярей и государственных крестьян. Их основные занятия в этот период – земледелие и скотоводство.
В «Списке населенных мест по сведениям 1870 года», изданном в 1877 году, населённый пункт упомянут как деревня Варяш Старый 2-го стана Мензелинского уезда Уфимской губернии. Располагалась при речке Варяше, по левую сторону просёлочной дороги из Мензелинска в Бугульму, в 50 верстах от уездного города Мензелинска и в 30 верстах от становой квартиры в селе Александровское (Кармалы). В деревне, в 54 дворах жили 230 человек (106 мужчин и 124 женщины, татары, башкиры), были мечеть, училище, 2 водяные мельницы. Жители занимались земледелием, скотоводством.
По сведениям начала XX века, в деревне действовали мечеть, медресе (с 1913 года), мектеб. В этот период земельный надел сельской общины составлял 738,6 десятин.
До 1920 года село входило в Ирехтинскую волость Мензелинского уезда Уфимской губернии. С 1920 года в составе Мензелинского кантона ТАССР.
В 1930 году в селе организован колхоз «Кызыл Коч».
С 10 августа 1930 года – в Муслюмовском, с 1 февраля 1963 года – в Сармановском, с 12 января 1965 года в Муслюмовском районах.

## Население
| 1834 | 1858 | 1870 | 1884 | 1913 | 1920 | 1926 | 1938 | 1949 | 1958 | 1970 | 1979 | 1989 | 2002 | 2010 | 2017 |
| ---- | ---- | ---- | ---- | ---- | ---- | ---- | ---- | ---- | ---- | ---- | ---- | ---- | ---- | ---- | ---- |
| 50   | 205  | 230  | 242  | 464  | 505  | 497  | 524  | 561  | 493  | 540  | 485  | 438  | 378  | 385  | 399  |

Национальный состав села: татары.

## Экономика
Жители работают преимущественно в крестьянских фермерских хозяйствах, занимаются полеводством, мясным скотоводством.

## Объекты образования, медицины и культуры
В селе действуют начальная школа (с 1919 года), детский сад (с 1983 года), библиотека (с 1954 года), фельдшерско-акушерский пункт.

## Религиозные объекты
Мечеть «Рамазан» (с 1996 года).